# Prosopocera alluaudi
Prosopocera alluaudi är en skalbaggsart som beskrevs av Stefan von Breuning 1956. Prosopocera alluaudi ingår i släktet Prosopocera och familjen långhorningar.
Artens utbredningsområde är Kenya. Inga underarter finns listade i Catalogue of Life.